# Прешерн
Прешерн или Прешерн је презиме. Значајни људи са овим презименом су:
- Бојан Прешерн (1962), веслач
- Франце Прешерн (1800 - 1849), књижевник